# Julia Chevanne
Pour les articles homonymes, voir Chevanne.
Julia Chevanne, née le 7 novembre 1975 à Paris, est une cavalière française de dressage de haut niveau.

## Biographie
Julia Chevanne est née le 7 novembre 1975 à Paris. Elle commence l’équitation à l’âge de 7 ans, puis, après une grosse chute en saut d'obstacles se spécialise en dressage,. Commençant les compétitions à 12 ans, elle atteint le niveau Grand Prix à l’âge de 21 ans avec son cheval Amadeo,.
Amadeo étant victime d'un accident en juin 1999 mettant un terme à sa carrière en compétition, Julia Chevanne dresse et entraine Calimucho, arrivé chez elle à deux ans, jusqu'au Grand Prix. Ce dernier lui permet d'obtenir le titre de Championne de France en 2003. 
En 2004, elle participe aux Jeux olympiques d'Athènes avec Calimucho, ainsi qu'aux Jeux olympiques de Pékin en 2008. 
En 2009, Calimucho part à la retraite. La cavalière poursuit depuis sa carrière sportive avec d'autres chevaux comme Luciano 182, Swing de Hus et Bengt.

## Palmarès
Le palmarès de Julia Chevanne-Gimel est le suivant :
- 2003 : Championne de France Pro 1 à Saumur avec Calimucho ;
- 2004 : Vainqueur par équipe de la Coupe des Nations du CDIO** à Saumur avec Calimucho ; 1re à la RLM et 3e au Grand Prix à la même compétition ;
- 2004 : Participation aux Jeux olympiques d'Athènes avec Calimucho.
- 2007 : 4eme de la coupe des nations du CDIO *** à Aix-la-Chapelle avec Calimucho
- 2007 : Vainqueur par équipe de la Coupe des Nations du CDIO** à Saumur avec Calimucho.
- 2007 : Championne de France Pro 1 à Saumur avec Calimucho.
- 2008 : Participation aux Jeux olympiques de Pékin avec Calimucho.